# Лещен
 Тази статия е за селото в България.  За обезлюденото село в Гърция вижте Лещен (Драмско).  
Лѐщен (изписване до 1945 година: Лѣщенъ) е село в община Гърмен, област Благоевград, Югозападна България. То се намира на 7 км от с. Гърмен, на 14,5 км от Гоце Делчев посока север и на 114 км югоизточно от Благоевград.

## География
Село Лещен се намира в Западните Родопи. От селото се разкрива красива панорамна гледка към Пирин планина. В близост до Лещен са архитектурните резервати Ковачевица и Долен.

## История
Село Лещен е старинно селище със запазени старинни къщи. В края на 19 и началото на XX век Лещен е предимно българско село в Неврокопска кааза. Църквата „Света Параскева“ е от 1833 година. В „Етнография на вилаетите Адрианопол, Монастир и Салоника“, издадена в Константинопол в 1878 година и отразяваща статистиката на населението от 1873 година Лещен (Leschtène) е посочено като село с 59 домакинства и 200 българи. През 1889 година Стефан Веркович („Топографическо-этнографическій очеркъ Македоніи“) отбелязва Лещен като село с 56 български къщи.
В 1891 година Георги Стрезов пише за селото:
| „ | Лящин, село в полите на един доспатски клон, 1/2 час до левия бряг на Канина. Пътят от Неврокоп до Фотовища е равен, а оттук се захваща тесен и стръмен. Обикновен ход захваща 4 часа. На първо място стои скотоводството. Българска църква. Къщи 56, българе. Най-последно българско село; отвъд захваща Рупчус. Като най-затънтено в Лящин селянете са страшни суеверци. За да се лекуват или съветват от цялата околия, дохождат при врачките в Лящин. | “ |

Според статистиката на Васил Кънчов („Македония. Етнография и статистика“) населението на Лѣщенъ (Лященъ) брои 530 души, от които 480 българи и 50 цигани.
В рапорт до Иларион Неврокопски от 1909 година селото се определя като „чисто българско“ и пише:
| „ | С. Лещен… Старо е разположението на създаденото място. Заградено е с дървета, дъб, круши, ябълки и др. Няма добра вода, само от чешмите. Само от една чешма черпи цялото село. Имат лозя. Изкарват добри овощя. Селяните участват редовно в училищната и църковната община. Църквата е хубаво здание. Цялото село има 88 къщи. | “ |

При избухването на Балканската война в 1912 година седемдесет и девет души от Лещен са доброволци в Македоно-одринското опълчение.
На времето селото е било общински център с развита търговска база. Общината е просъществувала до 1934 година, след което архивите ѝ са били преместени в общината в село Ковачевица. Регистрите за гражданско състояние се намират в общинския център село Гърмен, а ЕСГРАОН се намира в село Горно Дряново заедно със стар регистър за местното население.
Много от старите къщи в селото са реставрирани, като е запазен автентичният им архитектурен стил и къщите са превърнати в почивни вилни постройки, в които отсядат туристи. Заради автентичния вид на селото, там често се снимат игрални филми и музикални клипове.

## Население

### Етнически състав
Преброяване на населението през 2011 г.
Численост и дял на етническите групи според преброяването на населението през 2011 г.:
|                     | Численост |
| Общо                | 2         |
| Българи             | -         |
| Турци               | -         |
| Цигани              | -         |
| Други               | -         |
| Не се самоопределят | -         |
| Неотговорили        | -         |

## Личности
Родени в Лещен
- Григорий Софиев, български опълченец, III опълченска дружина[12]
- Димитър Брадов, македоно-одрински опълченец, четата на Георги Мяхов[13]
- Илия Д. Алексов, македоно-одрински опълченец, четата на Георги Мяхов[14]
- Илия Гаджев (1902 – 1944), български революционер, деец на ВМРО
- Костадин (Коста) Т. Аврамов, македоно-одрински опълченец, 23 (24)-годишен, четата на Стоян Мълчанков, Нестроева рота на 15 щипска дружина[15]
- Коста Ив. Бабаджанов (Бабаджянов), македоно-одрински опълченец, 45-годишен, четата на Стоян Мълчанков, четата на Георги Мяхов, 15 щипска дружина[16]
- Николай Кашев (1941 – 2024), български художник
- Симеон Апостолов, македоно-одрински опълченец, четата на Стоян Мълчанков[17]
- Тодоро Андреев, македоно-одрински опълченец, 25-годишен, четата на Стоян Мълчанков[18]